# Plan de Sedeño
Plan de Sedeño är en ort i Mexiko.   Den ligger i kommunen Acajete och delstaten Veracruz, i den sydöstra delen av landet, 220 km öster om huvudstaden Mexico City. Plan de Sedeño ligger 1 900 meter över havet och antalet invånare är 428.
Terrängen runt Plan de Sedeño är huvudsakligen kuperad, men åt sydväst är den bergig. Terrängen runt Plan de Sedeño sluttar brant österut. Runt Plan de Sedeño är det ganska tätbefolkat, med 172 invånare per kvadratkilometer. Närmaste större samhälle är Xalapa, 10,6 km sydost om Plan de Sedeño. Omgivningarna runt Plan de Sedeño är en mosaik av jordbruksmark och naturlig växtlighet.